# Incilius intermedius
Espèce
Synonymes
- Bufo intermedius Günther, 1858

Statut de conservation UICN

 DD  : Données insuffisantes
Incilius intermedius est une espèce d'amphibiens de la famille des Bufonidae.

## Répartition
La distribution de cette espèce n'est pas connue, elle n'est associée à aucune population naturelle seul le type est connu.

## Publication originale
- Günther, 1858 : Neue Batrachier in der Sammlung des Britischen Museums. Archiv für Naturgeschichte, vol. 24, no 1, p. 319-328 (texte intégral).